# Laura Valette
Laura Valette (ur. 16 lutego 1997) – francuska lekkoatletka specjalizująca się w biegach płotkarskich.
W 2013 stanęła na najwyższym stopniu podium olimpijskiego festiwalu młodzieży Europy, a rok później zdobyła złoto w biegu na 100 metrów przez płotki podczas igrzysk olimpijskich młodzieży w Nankinie. Brązowa medalistka mistrzostw Europy juniorów z Eskilstuny (2015). W 2016 zajęła 8. miejsce na juniorskich mistrzostwach świata w Bydgoszczy.
Medalistka mistrzostw Francji.
Rekordy życiowe: bieg na 60 metrów przez płotki (hala) – 8,06 (27 stycznia 2024, Nantes); bieg na 100 metrów przez płotki – 12,87 (28 lipca 2019, Saint-Étienne, 15 maja 2021, Angers oraz 12 czerwca 2021, Genewa).

## Osiągnięcia
| Rok  | Impreza                                        | Miejsce    | Konkurencja                | Lokata     | Wynik  |
| ---- | ---------------------------------------------- | ---------- | -------------------------- | ---------- | ------ |
| 2013 | Olimpijski festiwal młodzieży Europy           | Utrecht    | bieg na 100 m przez płotki | 1. miejsce | 13,70w |
| 2014 | Kwalifikacje do igrzysk olimpijskich młodzieży | Baku       | bieg na 100 m przez płotki | 4. miejsce | 13,57  |
| 2014 | Igrzyska olimpijskie młodzieży                 | Nankin     | bieg na 100 m przez płotki | 1. miejsce | 13,34  |
| 2015 | Mistrzostwa Europy juniorów                    | Eskilstuna | bieg na 100 m przez płotki | 3. miejsce | 13,21w |
| 2016 | Mistrzostwa świata juniorów                    | Bydgoszcz  | bieg na 100 m przez płotki | 8. miejsce | 13,42  |
| 2017 | Superliga drużynowych mistrzostw Europy        | Lille      | bieg na 100 m przez płotki | 5. miejsce | 13,24  |
| 2017 | Młodzieżowe mistrzostwa Europy                 | Bydgoszcz  | bieg na 100 m przez płotki | 8. miejsce | 13,85w |
| 2018 | Igrzyska śródziemnomorskie                     | Tarragona  | bieg na 100 m przez płotki | 8. miejsce | 13,94  |
| 2018 | Mistrzostwa Europy                             | Berlin     | bieg na 100 m przez płotki | półfinał   | 13,22  |
| 2019 | Młodzieżowe mistrzostwa Europy                 | Gävle      | bieg na 100 m przez płotki | 3. miejsce | 12,97  |
| 2019 | Mistrzostwa świata                             | Doha       | bieg na 100 m przez płotki | eliminacje | 13,47  |
| 2021 | Igrzyska olimpijskie                           | Tokio      | bieg na 100 m przez płotki | eliminacje | 14,52  |
| 2022 | Mistrzostwa Europy                             | Monachium  | bieg na 100 m przez płotki | półfinał   | 13,20  |